# Некарсулм
Некарсулм (њем. Neckarsulm) град је у њемачкој савезној држави Баден-Виртемберг. Једно је од 46 општинских средишта округа Хајлброн. Према процјени из 2010. у граду је живјело 26.828 становника. Посједује регионалну шифру (AGS) 8125065, NUTS (DE118) и LOCODE (DE NEM) код.

## Географски и демографски подаци
Некарсулм се налази у савезној држави Баден-Виртемберг у округу Хајлброн. Град се налази на надморској висини од 162 метра. Површина општине износи 24,9 km². У самом граду је, према процјени из 2010. године, живјело 26.828 становника. Просјечна густина становништва износи 1.076 становника/km².

## Међународна сарадња
| Мјесто    | Држава     | Врста сарадње | Од    |
| --------- | ---------- | ------------- | ----- |
| Будакеси  | Мађарска   | партнерство   | 1993. |
| Кармо     | Француска  | партнерство   | 1958. |
| Гренхен   | Швајцарска | партнерство   | 1988. |
| Бордигера | Италија    | партнерство   | 1963. |
| Извор     |            |               |       |